# Семь дней (телесериал)
Семь дней (англ. Seven Days) — американский научно-фантастический телесериал показанный на канале UPN с 1998 по 2001.

## Сюжет
Сюжет сериала состоит в том что тайный отдел Агентства Национальной Безопасности США (NSA) разработал технологию по перемещению во времени, основанную на инопланетных технологиях найденных в Розвелле, Нью-Мексико. В заставке серий рассказывается что Хроносфера, или Сфера проекта «Шаг назад» (англ. Backstep) может послать одного человека на семь дней в прошлое чтобы предотвратить какую-нибудь катастрофу. Название сериала происходит от того что Сфера может осуществить «шаг назад» только на семь дней (ни больше ни меньше) из-за ограничений инопланетного реактора и топлива. Так как количество топлива ограничено, пользование Сферой разрешается только для случаев связанных с «национальной безопасностью». Проект находится на тайной военной базе в пустыне Невады.
Так как телесериал был основан на путешествиях во времени, было странно, что он мог в то же время драматизировать катастрофическое происшествие и предотвращать его в одной и той же серии.

## Отмена
В мае 2001, сериал был отменён несмотря на то что Paramount желали продолжения. Это случилось из-за сильных распрей между основными актёрами Джонатоном ЛаПаглией и Джастиной Вэйл.

## В ролях
- Лейтенант Фрэнсис «Фрэнк» Бартоломей Паркер (Джонатан ЛаПаглиа) — бывший военный оперативник ЦРУ которого достали из тайной психбольницы ЦРУ чтобы стать первых хрононавтом проекта. Молодость Паркера прошла в интернате города Филадельфия. Он разведён и имеет сына которого почти не видит. Иногда напивается и имеет проблему с азартными играми.
- Доктор Ольга Вукавич (Джастина Вэйл) — русский врач, работала на русской версии проекта, который никогда не достиг рабочей стадии из-за отсутствия инопланетных технологий. Иногда Фрэнк ей нравится, но он всегда что-то делает что заменяет это чувство отвращением к нему. Также, возможным романтическим отношениям между ними мешает то, что Фрэнку постоянно приходится прыгать назад во времени, аннулируя всё то, что произошло за последнюю неделю.
- Капитан Крэйг Донован (Дон Франклин) — военный советник/координатор и резервный хрононавт (хотя, по-видимому, никогда не совершал прыжка). Также, является старым другом и боевым товарищем Фрэнка.
- Доктор Джон Баллард (Сэм Уиппл) — один из главных учёных проекта «Шаг назад». Является инвалидом и всё время разъезжает в инвалидном кресле. Во втором сезоне, выиграл тропический остров в игре в покер и женился, но не уверен на ком так как был в нетрезвом состоянии. Ушёл из проекта чтобы разобраться с личными делами. (На самом деле, актёр Сэм Уиппл был болен раком и умер вскоре после того как ушёл).
- Агент NSA Нэтан Рэмзи (Ник Сирси) — глава безопасности проекта. Несдержанный, вспыльчивый консерватор. Он был против того чтобы Фрэнк стал хрононавтом и постоянно является его противником, хотя, в глубине души, очень его уважает. Взамен, Фрэнк постоянно разыгрывает его. Является типичным бюрократом и патриотом.
- Доктор Айзек Ментнор (Норман Ллойд) — учёный с тёмным прошлом, связанный с прикрытием событий в Розвелле. Доктор Ментнор основал проект «Шаг назад».
- Агент NSA Брэдли Талмэдж (Алан Скарф) — глава проекта и давний член NSA. Хотя уже в возрасте, он всё же является отличным бойцом.
- Эндрю «Гудок» Аусли (Кевин Кристи) — молодой физик-вундеркинд которого порекомендовал Баллард перед уходом.

## Серии

### Первый сезон
| № общий | № в сезоне | Название                                                                       | Режиссёр             | Автор сценария                  | Дата премьеры   |
| --- | ---------- | ------------------------------------------------------------------------------ | -------------------- | ------------------------------- | --------------- |
| 1 | 1          | «Пилотная серия, часть 1» «Pilot, Part I»                                      | John McPherson       | Christopher Crowe Zachary Crowe | 7 октября 1998  |
| Террористы убивают президента и вице-президента США. Тайная правительственная группировка под названием Проект Шаг Назад желает предотвратить эту катастрофу, используя машину времени, основанную на технологиях найденных на месте падения НЛО в Розуэлле. Но никто из «хрононавтов» не имеет достаточно высокий болевой порог, необходимый для путешествий во времени. Организации удаётся найти бывшего «морского котика» и агента АНБ Фрэнка Паркера в психбольнице. Хотя Паркер имеет необходимые физические данные для «шага назад», он является довольно непредсказуемой личностью и зачастую отказывается следовать приказам. |            |                                                                                |                      |                                 |                 |
| 2 | 2          | «Пилотная серия, часть 2» «Pilot, Part II»                                     | John McPherson       | Christopher Crowe Zachary Crowe | 7 октября 1998  |
| 3 | 3          | «Геттисбургский вирус» «The Gettysburg Virus»                                  | Vern Gillum          | Harry Cason Stephen Beck        | 14 октября 1998 |
| Паркера отзывают с тренировки по выживанию, чтобы вернуться в прошлое и предотвратить высвобождение вируса, грозящего уничтожить большую часть населения Земли. |            |                                                                                |                      |                                 |                 |
| 4 | 4          | «Повтори-ка?» «Come Again?»                                                    | Aaron Lipstadt       | Эван Кац                        | 21 октября 1998 |
| Паркер застревает в петле времени, связанной с Ольгой и заданием спасти эксперта по холодному термоядерному синтезу. |            |                                                                                |                      |                                 |                 |
| 5 | 5          | «Клятвы» «Vows»                                                                | John McPherson       | Thomas Ropelewski               | 28 октября 1998 |
| При ограблении банка охранник, пытаясь остановить грабителей, сбивает с ног, одного из них, который обвязан взрывчаткой. В это же время мимо проезжает машина с цистерной химических элементов. Происходит взрыв. Паркеру звонит сын и говорит что его мама (мама мальчика, бывшая жена) выходит замуж. |            |                                                                                |                      |                                 |                 |
| 6 | 6          | «Двойник, часть 1» «Doppelganger, Part I»                                      | John McPherson       | James Crocker                   | 4 ноября 1998   |
| Вернувшись в прошлое, чтобы предотвратить захват правительства властолюбивым генералом, Паркер обнаруживает, что их теперь двое. Вот только его двойник не собирается ничего предотвращать. |            |                                                                                |                      |                                 |                 |
| 7 | 7          | «Двойник, часть 2» «Doppelganger, Part II»                                     | John McPherson       | James Crocker                   | 11 ноября 1998  |
| Еле пережив встречу со своим двойником, Паркеру необходимо остановить его и отменить захват власти генералом Старкером. |            |                                                                                |                      |                                 |                 |
| 8 | 8          | «Игра теней» «Shadow Play»                                                     | David Livingston     | B.B. Smickers                   | 18 ноября 1998  |
| Паркер отправляется назад, чтобы предотвратить взрыв на фирме, которая является прикрытием АНБ. Он спасает девицу, которая работает программистом на этой фирме. Она выяснила, что кто-то из АНБ организовал переправку в Сербию оружейного плутония. В итоге оказалось, что главным злодеем является начальник местного управления АНБ(захотел заработать себе на пенсию), а девица — российской шпионкой, которую тоже интересовали дела с плутонием. |            |                                                                                |                      |                                 |                 |
| 9 | 9          | «Со временем» «As Time Goes By»                                                | John McPherson       | Tim Finch Tamara Shaw           | 25 ноября 1998  |
| На территорию индейской резервации с неба падает спускаемый аппарат. В нём находится первый российский хрононавт Иосиф Вукавич муж Ольги, исчезнувший 7 лет назад и сейчас появившийся из будущего. Иосиф Вукавич оказывается диверсантом, прибывшим, чтобы похитить источник энергии машины времени, что он и сделал. Паркер отправляется назад. Ольга убивает мужа. |            |                                                                                |                      |                                 |                 |
| 10 | 10         | «Спящие» «Sleepers»                                                            | Charles Picerni, Sr. | Gannon Kenney                   | 16 декабря 1998 |
| Паркер и Донован получают приглашение в Белый Дом, по поводу их награждения за прошлые боевые заслуги .По прибытии в Вашингтон, Донован внезапно исчезает из гостиницы. На приёме в Белом Доме Донован убивает известного учёного, вручавшего награды военным, а ночью у себя в номере гостиницы стреляется. Начав расследование, Паркер отправляется назад. Оказалось, что над Паркером, Донованом и их однополчанами в армии проводились психоделические эксперименты |            |                                                                                |                      |                                 |                 |
| 11 | 11         | «HAARP атакует» «HAARP Attack»                                                 | John McPherson       | Paulette Polinski               | 27 января 1999  |
| Во время задания остановить попытку арабских террористов обманом заставить американских бомбардировщиков уничтожить военную базу США неполадки со Сферой заставляют Паркера считать, что он — десятилетний мальчик. |            |                                                                                |                      |                                 |                 |
| 12 | 12         | «Последнюю карту вверх» «Last Card Up»                                         | Charles Picerni, Sr. | Lyn Freeman                     | 3 февраля 1999  |
| Агенты ATF США пытаются штурмом захватить ранчо, где расположена религиозная секта. Внезапно, дом, где находятся сектанты взрывается, погибают 60 человек. Паркер отправляется назад. Ольга и Паркер внедряются в секту. |            |                                                                                |                      |                                 |                 |
| 13 | 13         | «Последнее дыхание» «Last Breath»                                              | John McPherson       | John McPherson Howard Salus     | 10 февраля 1999 |
| У побережья Аляски терпит аварию российская атомная подводная лодка. Чтобы избежать радиоактивного заражения местности после всплытия, командир лодки собирается её затопить, но первый помощник устраивает бунт на корабле. Лодка всплывает, происходит заражение северо-запада США и Канады. Паркер отправляется назад. Машина времени материализуется под водой, недалеко от подлодки. Русские пускают Паркера на борт. |            |                                                                                |                      |                                 |                 |
| 14 | 14         | «Паркергейст» «Parkergeis»                                                     | David Livingston     | Peter Farriday                  | 24 февраля 1999 |
| Колумбийский наркобарон получает информацию, что Управление по борьбе с наркотиками США получила новейшую спутниковую систему слежения и собирается её вывезти на орбиту. Он приказывает её уничтожить. При взлёте ракета-носитель взрывается. Паркер отправляется назад, но в машине времени происходит сбой, похожий на диверсию, и Паркер умирает…, частично. |            |                                                                                |                      |                                 |                 |
| 15 | 15         | «Папочкина дочь» «Daddy's Girl»                                                | Don Kurt             | Harry Cason                     | 3 марта 1999    |
| Незаконнорождённая дочь вице-президента США, воюющая в Боснии, попадает в плен к сербам и там погибает. Вице-президент США стреляется. Паркер отправляется назад. |            |                                                                                |                      |                                 |                 |
| 16 | 16         | «Кое-что об Ольге» «There's Something About Olga»                              | Жанно Шварц          | Tim Finch Tamara Shaw           | 31 марта 1999   |
| ФСБ подготовила двойника Ольги. Ольгу похищают, двойник-психопат начинает действовать. Рэмзи и Ольга погибают. Паркер отправляется назад. |            |                                                                                |                      |                                 |                 |
| 17 | 17         | «Блюдо лучше подавать холодным» «A Dish Best Served Cold»                      | John McPherson       | Stephen Beck                    | 12 апреля 1999  |
| Бразильская шаманка посылает Джеймса Рэнса — хрононавта, которого все считали погибшим, на путь в Аризону. Он прибывает на день рождения внучки доктора Ментнора и отравляет её чтобы заставить доктора помочь ему взорвать Сферу. Паркер понимает, что у него есть только один шанс предотвратить эту катастрофу — найти Сферу самого Рэнса в течение недели, в чём ему помогает та же шаманка. |            |                                                                                |                      |                                 |                 |
| 18 | 18         | «Лас-Вегаский грабёж» «Vegas Heist»                                            | Kenneth Johnson      | Dan York                        | 5 мая 1999      |
| Паркер и все, все, все приезжают в Лас-Вегас для участия в научной конференции. При попытке ограбления, в одном из казино происходит взрыв газа, погибает 150 человек, в том числе многие участники конференции. Паркер отправляется назад и возглавляет банду налётчиков. |            |                                                                                |                      |                                 |                 |
| 19 | 19         | «Внеземные Биологические Объекты» «EBEs(Extraterrestrial Biological Entities)» | John McPherson       | Michael Cassutt                 | 12 мая 1999     |
| Донован и Рэмзи сопровождают машину, перевозящую какую-то жидкую гадость. Происходит ДТП и эта дрянь заражает водохранилище. Талмадж и Ментнор ведут себя странно и не допускают Паркера и Ольгу до расследования. Паркер отправляется назад. Ольга и Паркер находят детей-мутантов, родившихся после заражения той же гадостью несколько лет назад. |            |                                                                                |                      |                                 |                 |
| 20 | 20         | «Уолтер» «Walter»                                                              | Charles Correll      | Harry Cason Stephen Beck        | 19 мая 1999     |
| Китайцы взламывает сервер ЦРУ. После чего по всему миру демонстративно убивают несколько агентов ЦРУ, в том числе француженку, напарницу Паркера по работе в разведке, практически на глазах Паркера и Ольги. При предварительном расследовании выясняется, что к этому причастен какой-то компьютерный гений по имени Уолтер. Паркер отправляется назад с приказом ликвидировать его, но увидев, что Уолтер — аутист, спасает его и от китайцев, и от американцев. |            |                                                                                |                      |                                 |                 |
| 21 | 21         | «Спасательная шлюпка» «Lifeboat»                                               | John McPherson       | Thomas Ropelewski               | 26 мая 1999     |
| Паркеру показывают 4-х заспиртованных инопланетянин. Один из них оказывается живым, похищает свою спасательную шлюпку и отправляется на ближайшую АЭС. На АЭС шлюпка прикрепляется к ядерному реактору и начинает качать энергию, реактор идёт вразнос и возникает угроза взрыва. При попытки отсоединить шлюпку от реактора АЭС взрывается. Происходит крупное радиационное заражение. Паркер отправляется назад. Инопланетянин, который у себя на родине является преступником, входит в ментальный контакт с Паркером, Ольгой и Баллардом, обманывает их и опять удирает на АЭС. Паркер вручную погружает поглощающие стержни в реактор, гаечным ключом убивает инопланетянина, заражается лучевой болезнью, собирается умирать, но его спасают. Конец сезона. |            |                                                                                |                      |                                 |                 |

### Второй сезон
| № общий | № в сезоне | Название                                                         | Режиссёр             | Автор сценария             | Дата премьеры    |
| --- | ---------- | ---------------------------------------------------------------- | -------------------- | -------------------------- | ---------------- |
| 22 | 1          | «Футбол» «The Football»                                          | John McPherson       | Julie Ann Park             | 29 сентября 1999 |
| Во время банкета пропадает член президентского штата, ответственный за хранение ядерного чемоданчика. Сотрудника находят избитым, без чемоданчика. Пока все американские спецслужбы занимаются поисками пропажи, кто-то внезапно активирует американские ядерные баллистические ракеты. До конца света остаются считанные минуты. Паркера быстро посылают в прошлое, чтобы он успел предотвратить кражу чемоданчика, но он не успевает. Сможет ли Паркер в очередной раз предотвратить всемирную катастрофу?                                                      |            |                                                                  |                      |                            |                  |
| 23 | 2          | «Волшебник пинбола» «Pinball Wizard»                             | Charles Correll      | Dan York                   | 6 октября 1999   |
| Девица устраивается работать тестировщиком компьютерных стрелялок. В это же время кто-то пальнул ракетой в Пентагон. Какой-то хакер внедряется в систему правительственной связи США и сообщает, что обстрелы продолжатся. Следствие выходит на ту самую девицу. Паркер отправляется назад. Оказалось, что это были не компьютерные игры, а всё по-настоящему |            |                                                                  |                      |                            |                  |
| 24 | 3          | «Паркер.com» «Parker.com»                                        | Mike Vejar           | Peter Farriday             | 13 октября 1999  |
| В результате интересных событий, происходящих в лаборатории, проводящей исследования в области информационных технологий, новая компьютерная программа «Клэр», ставшая личностью, захватывает все телекоммуникационные ресурсы и влюбляется в Паркера. Сознание Паркера отправляется в компьютер, договариваться с Клэр. |            |                                                                  |                      |                            |                  |
| 25 | 4          | «Для детей» «For the Children»                                   | Don Kurt             | Ann Lewis Hamilton         | 20 октября 1999  |
| Происходит захват заложников в поезде метро Лос-Анджелеса, в том числе, группу детей. Операция по освобождению заложников не удаётся, поезд взрывается, все заложники погибают. Паркер отправляется назад, но не с первого раза. |            |                                                                  |                      |                            |                  |
| 26 | 5          | «Две свадьбы и похороны» «Two Weddings and a Funeral»            | David Livingston     | Tim Finch Tamara Shaw      | 3 ноября 1999    |
| Паркер и Ольга берут друг друга на слабо и быстро женятся в Лас-Вегасе. Донован уговаривает Паркера быстро развестись, за что и получает от Ольги нож в спину. В это же время террористы взрывают Статую Свободы в Нью-Йорке. Паркер отправляется назад. Оказалось, что двойник Ольги (1 сезон 16 серия) сбежала из больницы. |            |                                                                  |                      |                            |                  |
| 27 | 6          | «Уйди» «Walk Away»                                               | Don Kurt             | Tim Finch Tamara Shaw      | 10 ноября 1999   |
| Талмадж, Ментнор и Баллард производят вскрытие тела инопланетянина (1 сезон 21 серия) и находят внутри него какое-то устройство. Это устройство вживляют в позвоночник Балларда, и тот начинает ходить. Но имплантат обладает особыми функциями. Ситуация на базе(да и в мире) становится критической и Паркер отправляется назад. |            |                                                                  |                      |                            |                  |
| 28 | 7          | «Опекун сестры» «Sister's Keeper»                                | Kenneth Johnson      | Brad Markowitz             | 17 ноября 1999   |
| Ольге звонит её младшая сестра Светлана и просит о встрече в Лас-Вегасе. Ольга находит сестру убитой. В это же время в авиакатастрофе погибает важный генерал. Паркер отправляется назад. Перед этим Ольга просит его помочь. Сестрёнка оказывается ещё той штучкой. (Одну из ролей играет российский актёр Александр Кузнецов) |            |                                                                  |                      |                            |                  |
| 29 | 8          | «Коллекционер» «The Collector»                                   | John McPherson       | Alfonse Ruggiero, Jr.      | 24 ноября 1999   |
| Паркер празднует шампанским выигрыш в тотализатор. Возникает необходимость срочной отправки назад. Выпивший Паркер попадает не туда, сфера врезается в здание тюрьмы, что способствует побегу серийного убийцы. Паркер и Ольга отправляются на его поиск, но маньяк похищает Ольгу. |            |                                                                  |                      |                            |                  |
| 30 | 9          | «Любовь и другие бедствия» «Love and Other Disasters»            | David Livingston     | Paulette Polinski          | 15 декабря 1999  |
| В результате несчастного случая, на собственной свадьбе, погибают известный восточный принц и его невеста, европейская принцесса. Паркер отправляется назад. Оказалось это был не несчастный случай. Ольга и Баллард, присутствующие на свадьбе, попадают в заложники. В итоге, Паркер удостаивается рыцарского звания. |            |                                                                  |                      |                            |                  |
| 31 | 10         | «Дьявол и глубокое синее море» «The Devil and the Deep Blue Sea» | Charles Picerni, Sr. | Harry Cason                | 5 января 2000    |
| В территориальных водах Тайваня китайская подлодка и американский эсминец, где находился с инспекцией важный адмирал, топят друг друга. Паркер отправляется назад. Командир эсминца и Паркер оказываются старыми знакомыми. Адмирал отстраняет командира, берёт командование кораблём на себя и всеми силами старается начать Третью Мировую Войну. Паркер устраивает бунт на корабле. |            |                                                                  |                      |                            |                  |
| 32 | 11         | «Временной гремлин» «Time Gremlin»                               | Kenneth Johnson      | Thomas Ropelewski          | 12 января 2000   |
| Паркер отправляется назад, чтобы предотвратить землетрясение в Калифорнии, но какое-то существо из космоса прерывает прыжок и проникает на базу. На базе начинаются проблемы со временным континуумом. В эпизоде упоминается «Эффект гремлина» |            |                                                                  |                      |                            |                  |
| 33 | 12         | «Похоронен заживо» «Buried Alive»                                | Mike Vejar           | Stephen Beck               | 9 февраля 2000   |
| Во время очередного прыжка во времени происходят неполадки, и Сфера материализуется внутри горы. Пока члены Проекта занимаются поисками Паркера, сам хрононавт пытается выкопать себя прежде чем его запас воздуха иссякнет. |            |                                                                  |                      |                            |                  |
| 34 | 13         | «Ученик хрононавта» «The Backstepper's Apprentice»               | John McPherson       | Dan York                   | 16 февраля 2000  |
| При отправке назад сфера сбивает пассажирский самолёт. В кабину к Паркеру попадает чернокожий подросток с самолёта и они оба попадают в прошлое. Парень начинает заниматься спасением своего деда, а Паркер его поисками. |            |                                                                  |                      |                            |                  |
| 35 | 14         | «Опять дежавю» «Déjà Vu All Over Again»                          | Charles Correll      | Alfonse Ruggiero, Jr.      | 23 февраля 2000  |
| Талмадж, в приказном порядке, отправляется в отпуск на рыбалку, где его похищают китайцы. Они начинают его пытать, но Талмадж успевает принять яд. После обнаружения трупа Паркер отправляется назад, при этом появляются дополнительные временные эффекты. |            |                                                                  |                      |                            |                  |
| 36 | 15         | «Падающая космическая станция» «Space Station Down»              | William Graham       | Stephen Beck               | 1 марта 2000     |
| В мире происходит грандиозное событие. Недавно закончено строительство новой американской космической станции. Но как назло, станция попадает в метеоритный дождь и падает на Землю. Оказывается, на станции был довольно внушительный запас плутония, который распылился по огромной территории. Паркера засылают в прошлое прямо на орбиту чтобы он состыковался со станцией и предотвратил если не гибель станции то хотя бы утечку радиации. |            |                                                                  |                      |                            |                  |
| 37 | 16         | «Кубинская ракета» «The Cuban Missile»                           | David Livingston     | Thomas Ropelewski          | 22 марта 2000    |
| В Америку прибывает известный кубинский боксёр по прозвищу «Кубинская ракета» чтобы сразиться с американским чемпионом. Во время матча, неизвестный снайпер убивает кубинца. Его приёмный отец, Фидель Кастро, в ярости приказывает запустить ядерные ракеты оставшиеся со времён Карибского кризиса. Одной из ракет удаётся проскользнуть через систему ракетной обороны США и уничтожить город Майами. Задача Паркера: вернуться в прошлое и предотвратить убийство боксёра.                                                                                    |            |                                                                  |                      |                            |                  |
| 38 | 17         | «X.35 требует смены» «X.35 Needs Changing»                       | Charles Picerni, Sr. | Harry Cason Julie Ann Park | 5 апреля 2000    |
| Из национальной биолаборатории пропадает сверхсекретный «Проект Х.35»: искусственно выращенный ребёнок, который должен обладать гениальными интеллектуальными способностями. Паркер отправляется назад. Похитителями оказываются чеченцы, поэтому Паркер с Ольгой сначала едут в Москву, а потом в Чечню. После долгих и, местами, смешных приключений в чеченских горах, все трое возвращаются домой, где Ольга отдаёт ребёнка биологической матери. |            |                                                                  |                      |                            |                  |
| 39 | 18         | «Брат, одолжи бомбу» «Brother, Can You Spare a Bomb?»            | Charles Correll      | Ник Сирси Peter Farriday   | 19 апреля 2000   |
| В США произошло несколько терактов, с требованием отменить эмиграцию в страну. Террористом оказался брат Рэмзи. ФБР арестовывает Натана Рэмзи, подозревая его в причастности. АНБ решает спасти ситуацию, и Паркер отправляется назад. В прошлом Паркер скрывает от руководства информацию о брате Рэмзи, а всю правду рассказывает только Натану. Они начинают действовать вдвоём. После интересных приключений, включающих пару драк со стрельбой между братьями, ситуация исправляется и семейство воссоединяется.                                             |            |                                                                  |                      |                            |                  |
| 40 | 19         | «Паркер Римский» «Pope Parker»                                   | John McPherson       | Paulette Polinski          | 26 апреля 2000   |
| Пытаясь предотвратить убийство Иоанна Павла II, Паркер по необъяснимой причине оказывается в теле Его Святейшества. Теперь ему необходимо найти способ вернуться в своё тело прежде, чем завершится чрезвычайно важный саммит. |            |                                                                  |                      |                            |                  |
| 41 | 20         | «Ведьминный путь на бал» «Witch Way to the Prom»                 | Don Kurt             | Tim Finch Tamara Shaw      | 3 мая 2000       |
| В гостинице происходит ужасный взрыв, убивающий нескольких высокопоставленных лиц. Паркер отправляется назад чтобы предотвратить взрыв, но для этого ему понадобится помощь трёх школьниц-ведьм, одной из которых нужен кавалер на выпускной бал. |            |                                                                  |                      |                            |                  |
| 42 | 21         | «Район мистера Донована» «Mr. Donovan's Neighborhood»            | Kenneth Johnson      | Brad Markowitz             | 10 мая 2000      |
| В родном городке Донована, в результате бандитских разборок, погибает его младшая сестра. Донован приезжает домой для выяснения обстоятельств, случайно убивает местного авторитета и сдаётся полиции. Чтобы организовать прыжок назад и этим спасти Донована, Паркер устраивает утечку информации о проекте «Шаг назад» в прессу. Руководство решает, что утечка произошла из-за Донована и Паркер отправляется назад. Совместными усилиями Паркер и Донован ликвидируют местную мафию, а образ Сфера попадает на витраж местной церкви как колесница архангела. |            |                                                                  |                      |                            |                  |
| 43 | 22         | «Подружки и президенты» «Playmates and Presidents»               | Michael Vejar        | Dan York                   | 17 мая 2000      |
| Убивают губернатора штата, кандидата в президенты США. Паркер отправляется назад, спасает губернатора, знакомится с его гулящей дочерью, которая считает отца нечестным человеком. С её помощью, Паркер добывает компромат на отца, и при попытки их ареста, охрана губернатора тяжело ранит дочь. Потрясённый всеми этими обстоятельствами, губернатор отказывается от общественной и политической деятельности. |            |                                                                  |                      |                            |                  |
| 44 | 23         | «Лекарство» «The Cure»                                           | John McPherson       | Richard Blade              | 24 мая 2000      |
| Убивают подругу Ольги, врача, которая нашла лекарство от рака. Паркер отправляется назад. Киллер оказывается коллегой Паркера, хрононавтом, но через 160 лет. Его послали в прошлое, чтобы убить врача, нашедшего это лекарство, которое, в будущем, станет причиной смертоносной пандемии. Он предъявляет неопровержимые доказательства, и руководство АНБ решает убить подругу Ольги. Ольга и Паркер организовывают её побег, но, узнав об этом, киллер тоже бежит и завершает свою миссию.                                                                     |            |                                                                  |                      |                            |                  |

### Третий сезон
| № общий | № в сезоне | Название                                                       | Режиссёр             | Автор сценария                   | Дата премьеры   |
| --- | ---------- | -------------------------------------------------------------- | -------------------- | -------------------------------- | --------------- |
| 45 | 1          | «Лестница на небеса» «Stairway to Heaven»                      | John McPherson       | Stephen Beck                     | 11 октября 2000 |
| В результате аварии транспорта, перевозящего радиоактивные отходы, происходит серьёзное заражение местности. Баллард всех предупреждает, что из-за чрезмерной активности Солнца, прыжок назад сейчас очень опасен. Тем не менее, Паркер отправляется назад. Рядом со сферой Паркер находит, лежащую без сознания девушку, которая, как потом оказалось, материализовалась из 1979 года. Баллард находит в сфере некий артефакт, имеющий свойства «чёрной дыры». В мире начинаются проблемы, причиной которых является эта девушка. |            |                                                                |                      |                                  |                 |
| 46 | 2          | «Миротворцы» «Peacekeepers»                                    | Charles Picerni, Sr. | Tim Finch Reuben Leder           | 18 октября 2000 |
| Паркер отправляется назад, чтобы предотвратить нападение сербов на американцев из миротворческого контингента ООН в Боснии, которые оказываются охотниками за кладами. |            |                                                                |                      |                                  |                 |
| 47 | 3          | «Носорог» «Rhino»                                              | Kenneth Johnson      | David Aaron Freed Howard Salus   | 25 октября 2000 |
| Паркера посылают в прошлое чтобы предотвратить убийство иностранного посла неуловимой женщиной-убийцей. Попутно он узнаёт что за её также пытается поймать его бывший боевой товарищ по прозвищу «Носорог», который является охотником за наградой. |            |                                                                |                      |                                  |                 |
| 48 | 4          | «Данвичское безумие» «The Dunwych Madness»                     | Kenneth Johnson      | Stephen Beck                     | 1 ноября 2000   |
| После попадания в улов крабов отравляющих веществ времён Второй Мировой Войны, в разработке которых, в своё время, участвовал Айзек Ментор, в городке Данвич начинается массовое безумие. Паркер отправляется назад, чтобы разрулить ситуацию, но сам попадает под раздачу. |            |                                                                |                      |                                  |                 |
| 49 | 5          | «Отличный отпуск Ольги» «Olga's Excellent Vacation»            | John McPherson       | Harry Cason                      | 8 ноября 2000   |
| Ольга отправляется на отдых в Аляске. В то же время, группа наёмников, нанятая агентом Северной Кореи, подрывает нефтепровод вблизи лагеря тургруппы Ольги. Паркера посылают в прошлое, чтобы предотвратить уничтожение нефтепровода и гибель Ольги. |            |                                                                |                      |                                  |                 |
| 50 | 6          | «Делорис требует» «Deloris Demands»                            | Mike Vejar           | Howard Salus David A. Freed      | 15 ноября 2000  |
| Загадочная женщина звонит в АНБ и требует поговорить с Паркером. В противном случае «с неба посыпятся птички». Считая это розыгрышем, Рэмзи отказывает Делорис в просьбе. Через некоторое время неизвестный хакер заставляет несколько пассажирских самолётов упасть на землю. Паркеру приходится следовать запутанным уликам, оставленными Делорис, чтобы найти её прежде, чем эта катастрофа повториться опять. |            |                                                                |                      |                                  |                 |
| 51 | 7          | «Последний огонь» «The Fire Last Time»                         | Kenneth Johnson      | Tim Finch                        | 22 ноября 2000  |
| Пойманный террорист Пол Уотсон сбегает при его перевозе в тюрьму. Затем он убивает генерального прокурора США. Паркера отправляют спасти её, однако он испытывает ночные кошмары связанные с событиями в Сомали 1993 года, в которых он участвовал. После прыжка, Паркер начинает галлюцинировать, что он всё ещё в Сомали, затрудняя его задачу. Считая, что Уотсон является его боевым товарищем Киппом, Паркер теряет его, но затем убивает его при попытке самозащиты. |            |                                                                |                      |                                  |                 |
| 52 | 8          | «Следователь» «Tracker»                                        | Chip Scott Laughlin  | Reuben Leder                     | 20 декабря 2000 |
| Брат террориста, убитого Паркером в первой серии, похищает Паркера, допрашивает его при помощи сыворотки правды и прячет на его теле маяк. Из-за не связанного с этим события, Паркер совершает скачок назад. Удивлённые террористы засекают сигнал маяка и хватают хрононавта. Во время драки погибает возлюбленная главаря. Узнав о машине времени, он заставляет Паркера прыгнуть с ним вновь, чтобы спасти её. Совершив второй скачок, Паркеру удаётся взять верх и убить злодея. |            |                                                                |                      |                                  |                 |
| 53 | 9          | «Главный пёс» «Top Dog»                                        | Kenneth Johnson      | Thomas Ropelewski Peter Farriday | 3 января 2001   |
| Спутник пакистанской разведки уничтожен взломанным спутником Стратегической оборонной инициативы. Тем временем, у Талмаджа случается нервный срыв, и его снимают с должности. Рэмзи становится временным начальником проекта и тут же назначает Донована основным хрононавтом. При попытке неразрешённого скачка, Паркера ловят и отправляют обратно в психушку. Талмадж умирает от кровоизлияния в мозг. Рэмзи осознаёт, что его поместили на эту должность лишь как марионетку руководящих органов, и он освобождает Паркера и разрешает прыжок. Паркер прыгает, посылает Талмаджа к врачу и останавливает хакера. |            |                                                                |                      |                                  |                 |
| 54 | 10         | «Адам и Ева и Адам» «Adam & Eve & Adam»                        | John McPherson       | Peter Farriday                   | 10 января 2001  |
| Пока Паркер, Вукавич и Аусли находятся под землёй на глубине 180 м в архиве, экспериментальной оружие в лаборатории Лос-Аламос уничтожает население Земли. Паркер и Вукавич были защищены, но Аусли был облучён. Втроём (плюс выживший солдат), они путешествуют 1400 км до ангара со Сферой, чтобы предотвратить катастрофу. К сожалению, Аусли становится всё более неуравновешенным, убивает солдата и пытается убить Паркера, чтобы остаться с Ольгой. Паркеру приходится убить друга, однако скачок назад всё исправляет. |            |                                                                |                      |                                  |                 |
| 55 | 11         | «Сумасшедший» «Head Case»                                      | David Livingston     | Harry Cason                      | 31 января 2001  |
| Президент США посещает психиатра, жалуясь на кошмары, связанные с его планом ликвидировать президента Перу Мануэля Эскаланте. Люди Эскаланте похищают терапевта и используют её записи, чтобы шантажировать президента США. После скачка назад, Паркер узнаёт, что её похитителями являются агенты ФБР. Его подставляют, но ему удаётся узнать, что заговором руководит глава администрации президента. Паркера ловят, но ему удаётся разоблачить заговорщиков. |            |                                                                |                      |                                  |                 |
| 56 | 12         | «Ворон» «Raven»                                                | Kenneth Johnson      | Stephen Beck                     | 7 февраля 2001  |
| Когда перехваченная ракета убивает верхушку военного командования, руководство АНБ разрешает скачок назад, чтобы предотвратить кражу куба, содержащего данные о системе наведения ракеты, в Лондоне. Вором оказывается женщина по кличке «Ворон». После скачка, Паркер притворяется её сообщником. После кражи, конспирация Паркера сорвана и Ворону удаётся бежать с кубом. Ворон желает использовать куб, чтобы отомстить своему работодателю, но тот исчезает вместе с устройством. С помощью Донована и Аусли, Паркеру и Ворону удаётся вернуть куб. |            |                                                                |                      |                                  |                 |
| 57 | 13         | «Первая первокурсница» «The First Freshman»                    | Charles Correll      | Peter Farriday                   | 14 февраля 2001 |
| Когда дочь президента Диди Максвел погибает на рейве, Паркера посылают в прошлое и прикрепляют его к её охране. Паркер перехватывает её попытку пробежаться голышом по территории университета и возвращает её в общежитие готовиться к лекции. Они сближаются благодаря тому, что оба любят нарушать правила, но Паркера затем убирают из охраны и девушка сбегает на рейв. Там, она прекращает отношения с парнем, тогда как его друг пытается напасть на неё. Оказывается, именно он убил её в прошлый раз. Паркер и её охрана спасают девушку от падения с балкона. |            |                                                                |                      |                                  |                 |
| 58 | 14         | «Откровение» «Revelation»                                      | John McPherson       | Don Handfield Darren Maddern     | 21 февраля 2001 |
| Майор Майкл Макграт совершает скачок на 7 лет назад из будущего, чтобы убить известного ближневосточного деятеля по имени Азиз, который пытается установить мир в той части света. Он представляет доказательства, что Азиз на самом деле хочет войны и совершит серию терактов на территории США. Руководство АНБ соглашается убить Азиза на конференции, однако всё идёт наперекосяк, и погибает не только Азиз, а ещё несколько других высокопоставленных лиц и Донован. Паркера ловят и обвиняют в убийстве, так как Макграт подставил его. Паркер сбегает и, с помощью команды, совершает скачок назад, в тот самый момент, когда другой хрононавт только вернулся в прошлое. Макграт, желавший начать Третью мировую, погибает. |            |                                                                |                      |                                  |                 |
| 59 | 15         | «Хрустально синее убеждение» «Crystal Blue Persuasion»         | Chip Scott Laughlin  | Dan York Michael King            | 28 февраля 2001 |
| Астронавт Уильям Стрек со своим экипажем стыкуется с инопланетным кораблём на орбите Земли. Что-то взрывается и убивает двух других членов команды, но самому Стреку удаётся вернуться на Землю. На базе проекта, проходят медосмотр, он соблазняет Ольгу и они занимаются сексом в местной гостинице. Чувствуя себя плохо, Ольга проводит себе УЗИ и видит несколько инопланетных форм жизни в зародыше. Тем временем. Ментнор обнаруживает неземные кристаллы, заражающие кровь астронавта, а Аусли переводит один из символов с видеозаписи на корабле пришельцев — «биологическая опасность». Паркеру удаётся убить Стрека, но сам он заражается кристаллами. Чтобы очистить кровь Паркера от паразитов, его подвергают высоким температурам, которые вводят его в состояние комы а затем отправляют Сферу в прошлое. Очистившийся Паркер успевает предупредить НАСА, и стыковка отменяется. Корабль пришельцев взрывается. |            |                                                                |                      |                                  |                 |
| 60 | 16         | «Пустой колчан» «Empty Quiver»                                 | Les Butler           | Mike Mistovich                   | 21 марта 2001   |
| Генри Билкинс взрывает ядерное оружие в Вашингтоне, чтобы отомстить за отца. Паркера посылают назад, но он проливает чай на пульт управления, и Сфера совершает скачок без него. Найдя в Сфере лишь сумку Паркера, сам Паркер и его команда должны пытаться понять, что должно случиться в течение следующих дней. Ментнор просит помощи у знакомой ему девушки-экстрасенса по имени Молли, с которой он работал в 1992-м. Команда следует за видениями Молли, связанными с предметами в сумке из будущего, в Вашингтон и узнают о бомбе, но террористам удаётся взять верх. Они берут девушку в заложницы, но Паркеру удаётся спасти её и Вашингтон. |            |                                                                |                      |                                  |                 |
| 61 | 17         | «Канзас» «Kansas»                                              | Charles Correll      | Michael King                     | 28 марта 2001   |
| Эксперимент по ослаблению физической нагрузки приводит к ненамеренной активизации Сферы. Выйдя из неё, Паркер обнаруживает, что попал в какую-то зеркальную вселенную. Адмирал Донован является его злейшим врагом, тогда как Талмадж управляет проектом железным кулаком. Рэмзи — некомпетентный хиппи, который попал в проект лишь благодаря дяде, а Аусли — излишне сдержанный и одет с иголочки. Сам мир тоже изменился: страной правит диктатура, все надписи зеркальные, а правительство использует Сферу, чтобы устранять угрозы своему правлению. Паркер связывается с лидером сопротивления Светланой Вукавич (Ольга в этом мире погибла много лет назад) и убеждает Аусли помочь ему вернуться в свою реальность. |            |                                                                |                      |                                  |                 |
| 62 | 18         | «Последний отсчёт» «The Final Countdown»                       | Chip Scott Laughlin  | David Aaron Freed Howard Salus   | 4 апреля 2001   |
| Весь мир напряжён. Северная Корея совершает тестовый запуск баллистической ракеты и оккупирует остров Чеджудо. Ракеты не содержит боеголовки и падает в океан, но ракетная команда на базе ВВС «Уоррен» не понижает уровень тревоги. Вмето этого, они совершают запуск баллистических ракет по КНДР, развязывая ядерную войну. Северная Корея и Западное побережье США уничтожены. Электромагнитный импульс повреждает системы Сферы, и скачок удаётся совершить лишь через 6 дней. После прыжка, Паркер проникает в пункт управления ракетами и пытается убедить майора Гарсию остановить запуск. Паркеру удаётся убедить большинство его подчинённых в совершении мятежа, и они предотвращают войну. |            |                                                                |                      |                                  |                 |
| 63 | 19         | «Грань» «The Brink»                                            | Chip Scott Laughlin  | Mike Mistovich                   | 8 мая 2001      |
| Дэвид Гарольд возвращается домой после длительного пребывания в той самой психбольнице, где когда-то находился Паркер. Сверившись с атласом звёздного неба, он использует экспериментальный лазер, чтобы ослепить 14 000 посетителей концерта в Атланте. Паркера посылают предотвратить это, но появление в ночном небе падающей звезды (на самом деле — Сферы) заставляет Гарольда направиться в Кливленд. Чтобы найти астрологического «гуру» Гарольда, Паркер вновь возвращается в психушку как пациент, где он узнаёт, что ей заправляет другой пациент по имени Джордж Атцеродт, который промывает мозги людям, чтобы они совершали теракты. С помощью Ольги, Паркеру удаётся остановить Гарольда. |            |                                                                |                      |                                  |                 |
| 64 | 20         | «Сахарная гора» «Sugar Mountain»                               | John McPherson       | Kamran Pasha                     | 15 мая 2001     |
| Мальчик по имени Тейлор является результатом тайных экспериментов ЦРУ по созданию людей с пирокинетическими способностями. Но Тейлора похитил террорист по имени Цезар Густав. Несчастный случай в аэропорту приводит к гибели Тейлора и двух самолётов, полных пассажирами. Паркера посылают назад. В аэропорту, Паркеру приходится отстреливаться от агентов ЦРУ, намеренных вернуть мальчика любой ценой. Затевается война между спецслужбами. Тейлор испепеляет Густава, а Ольге удаётся убрать его способности, вернув мальчику нормальную жизнь. |            |                                                                |                      |                                  |                 |
| 65 | 21         | «Рождённая в СССР» «Born in the USSR»                          | Kenneth Johnson      | Tim Finch                        | 22 мая 2001     |
| Ольге наносит визит её бывший наставник, который объясняет, что российская версия машины времени почти завершена. Им нужна лишь формула топлива для Сферы. Ольга передаёт ему и её бывшему любовнику формулу, но слишком поздно узнаёт, что за российским проектом стоит генерал, желающий захватить власть в стране. Он убивает президента России и готовится к тесту своей Сферы. Паркера возвращают на семь дней назад и засылают в Россию, чтобы предотвратить убийство президента, саботировать российский проект и вызволить Ольгу из плена. |            |                                                                |                      |                                  |                 |
| 66 | 22         | «Прямая трансляция из камеры смертника» «Live: From Death Row» | John McPherson       | Adam Grossman                    | 29 мая 2001     |
| Новый Орлеан, 1997 год. Джонни Мадлена, старый друг Паркера, оказывается подставлен в деле об убийстве лейтенантом полиции Эрлом Рубидо. В настоящее время, Джонни казнят путём инъекции. Шесть дней спустя, обнаруживается доказательство его невиновности. Смерть заместителя главы Комитета начальников штабов даёт Паркеру шанс спасти друга. После скачка, Паркер скрывает истинную причину его задания и требует, чтобы казнь Джонни отодвинули на несколько дней. Вновь обнаружив доказательство, Паркеру приходится противостоять Рубидо и его богатому покровителю, который и является убийцей, но, в конце концов, он спасает Джонни и очищает его имя. |            |                                                                |                      |                                  |                 |